# Athylia fuscostictica
Athylia fuscostictica là một loài bọ cánh cứng trong họ Cerambycidae.